# Olijfgroen rouwkorstje
Hetolijfgroen rouwkorstje (Tomentella viridula) is een paddenstoel uit de familie Thelephoraceae. Hij leeft ectomycorrhizavormend op loofhout.

## Eigenschappen
Cystidia zijn kopvormig en hyaliene. Basidiocarpen zijn zonder rhizomorfen. Hymenofoor is grijsgroen tot olijfbruin.

## Verspreiding
Het olijfgroen rouwkorstje komt voor in Europa en Azie. In Nederland komt het zeer zeldzaam voor.